# Pambotade
Pambotade (in greco antico: Παμβοτάδαι?, Pambotádai) era un demo dell'Attica. La sua localizzazione è ignota.
Sembra che Pambotade mandasse un buleuta ogni due anni alternandosi con Sibride (almeno fino al 307/306 a.C.).